# Pristurus somalicus
Espèce
Pristurus somalicus est une espèce de geckos de la famille des Sphaerodactylidae.

## Répartition
Cette espèce se rencontre en Somalie et dans l'est de l'Éthiopie.

## Publication originale
- Parker, 1932 : Two collections af amphibians and reptiles from British Somaliland. Proceedings of the Zoological Society of London, vol. 1932, p. 335-367.